# 熊猫软件
熊猫软件以开发与数码照片相关软件为主的软件开发工作室。
目前有四个系列的数码图像软件，分别是数码正片(DigitalFilm)、PhotoFilter(摄影滤镜)、PowerExif(Exif编辑器)、IExif(Exif查看器)。

## 产品

### 数码正片
为普通数码照片增加反转片效果（富士维尔维亚(Velvia)、柯达T-Max 100）的软件。因处理智能、操作傻瓜化、效果明显且逼真等特点，受到摄影人士的好评。目前版本为1.62。

### PhotoFilter
提供Kodak（柯达）、Cokin（高坚）、HOYA（保谷）三大品牌全色滤镜系列150多种型号的模拟效果。目前版本为1.0。

### PowerExif
全功能可视化的Exif数据编辑工具，分标准版和专业版两个版本。目前版本为1.2。

### IExif
图片文件Exif数据的快速查看工具，支持IE、Firefox、ACDSee、系统桌面等平台上的图片文件关联方式。
除Exif信息外，可查看到图片中包含的GPS地理数据，提供Google Maps实时超级链接，支持图片中IPTC元数据的读取。
因能读取Nikon数码单反相机的快门释放总数而大受尼康相机使用者的欢迎。目前版本为2.3。